# Couzinet 70
Die Couzinet 70 war ein französisches Postflugzeug, das 1932 seinen Erstflug absolvierte. Die dreimotorige Maschine war zum größten Teil aus Holz gefertigt und überquerte am 16. Januar 1933 unter Jean Mermoz (1901–1936) den Südatlantik von Saint-Louis (Senegal) nach Natal (Brasilien). Der Konstrukteur der Maschine, René Couzinet (1904–1956), gehörte zu der vierköpfigen Besatzung auf dem Flug über 3180 km in 14:25 h (~220,56 km/h).
Der Rückflug begann am 15. Mai. Am 21. Mai 1933 landete die Maschine in Le Bourget vor 15.000 Zuschauern. Das überholte und umgebaute Flugzeug führte 1934 als Couzinet 71 drei weitere Hin- und Rückflüge über den Südatlantik im Dienst der Air France durch.

## Entwicklungsgeschichte
Am 7. Mai 1928 erfolgte der Erstflug des dreimotorigen Langstreckenflugzeugs Couzinet 10 Arc en ciel (Regenbogen) des 23-jährigen Konstrukteurs René Couzinet. Der aus Holz gebaute Tiefdecker mit einer Spannweite von 27 Metern und einer Länge von 15,45 Metern hatte ein starres Fahrwerk und wurde von drei Motoren des Typs Hispano-Suiza 8Ac mit je 180 PS Leistung angetrieben. Bei einer Startmasse von 9300 kg erreichte die für eine vierköpfige Besatzung vorgesehene Maschine 230 km/h, eine Gipfelhöhe von 6000 m und sollte eine Reichweite von 3000 km haben. An der Entwicklung war der erfahrene Pilot Maurice Drouhin beteiligt, der schon Langstreckenrekorde mit einer Farman F.60 Goliath erzielt hatte.
Der Couzinet-Prototyp wurde ab Juli 1928 umgebaut. Der Einbau eines Motors vom Typ Hispano-Suiza 12Lb mit 600 PS in der Rumpfspitze verlängerte die jetzt als Couzinet 27 Arc-en-Ciel bezeichnete Maschine auf 15,68 m und erhöhte das Startgewicht auf 10.230 kg. Die Höchstgeschwindigkeit erhöhte sich auf 240 km/h; eine Gipfelhöhe von 6800 m und eine Reichweite von 6000 km sollten möglich sein. Die umgebaute Maschine stürzte während der Testflüge schon am 8. August 1928 ab. Der Mechaniker Georges Lanet wurde sofort getötet und der Pilot Maurice Drouhin erlag zwei Tage später seinen Verletzungen. Schwer verletzt überlebten der Funker Jean Manuel und der Ingenieur Marcel Gianoli den Absturz.
Der Industrielle Emile-Louis Letord stellte in seinen Werkstätten in Meudon dem jungen Konstrukteur eine Halle zum Bau einer neuen, etwas vergrößerten Maschine zur Verfügung, die nun drei 600 PS leistende Motoren des Typs Hispano-Suiza 12Nb erhalten sollte. Am 17. Februar 1930 zerstörte ein Großfeuer die Werkstätten Letords in Meudon. Neben einem anderen Couzinet-Prototyp verbrannte auch die fast fertiggestellte Couzinet 28 GR Arc-en-Ciel II.
In den dann entstandenen eigenen Werkstätten in Levallois-Perret konnte Couzinet ein weiteres großes dreimotoriges Modell bauen. Diese Couzinet 70 Arc-en-Ciel III erhielt Motoren des Typs Hispano-Suiza 12Nb mit 650 PS Leistung und eine Spannweite von 30 m bei einer Länge von 16,13 m. Das neue Transatlantik-Modell machte seinen Erstflug am 11. Februar 1932 in den Händen des Werkspiloten Jules Landry. Die aus Holz gebaute Maschine hatte erneut einen gebogenen Rumpf, dessen oberer Teil in das Leitwerk überging. Das starre Fahrwerk hatte riesige, stromlinienförmige Verkleidungen. Nach drei kurzen Flügen wurde die Maschine modifiziert und die beiden Seitenmotoren um wenige Grade versetzt neu eingebaut. Im September 1932 begannen erneut Testflüge der jetzt als Couzinet 70bis Arc-en-Ciel III bezeichneten Maschine, die als F-AMBV zugelassen wurde. Sie sollte mit staatlicher Unterstützung einen Hin- und Rückflug auf der Postlinie über den Südatlantik durchführen. Die Aéropostale schlug ihren Starpiloten Jean Mermoz vor, was anfangs wenig Gegenliebe beim Konstrukteur Couzinet fand, der einen „normalen“ Linienpiloten bevorzugte, um die Leistungen seiner Konstruktion herauszustellen. Nach einem persönlichen Treffen mit Mermoz änderte er diese Meinung und beide wurden enge Freunde. Am 29. November führte Mermoz erstmals die Maschine auf einem Rundflug über Nordfrankreich von über drei Stunden. Ein im Dezember geplanter längerer Flug nach Algier musste abgesagt werden. So hatte die Maschine bis zum Start nach Südamerika zwar 42 Flüge aber nur 28 Flugstunden absolviert.

## Der erste Flug nach Südamerika
Am 7. Januar 1933 startete Mermoz mit dem Copiloten Pierre Carretier, dem Navigator Louis Mailloux, dem Funker Jean Manuel (der den Absturz der 1. Arc-en-Ciel überlebt hatte) und den Mechanikern Camille Georges Jousse (1887–1945 †) und Maurice Mariault sowie dem Konstrukteur Couzinet an Bord zum Atlantikflug in Le Bourget. Die 650 km nach Istres bei Marseille wurden in 2,5 Stunden (~267 km/h) bewältigt. Die nächste Etappe von 16,5 Stunden folgte am 12. Januar über das Mittelmeer und entlang der afrikanischen Küste über 3935 km (~238,5 km/h) bis nach Port Étienne und war länger als die geplante Atlantikquerung. Am 13. flog die Maschine 650 km weiter zum geplanten Startort Saint-Louis (Senegal).
Am 16. Januar 1933 startete die Maschine zum Transatlantikflug über 3180 km nach Natal. Der Mechaniker Mariault blieb zurück, um Gewicht zu sparen. Nach einem Flug von vierzehn Stunden und 25 Minuten landete die Arc-en-Ciel III in Natal. Sie hatte 3180 km (~220,56 km/h) zurückgelegt und die bis dahin schnellste Überquerung des Südatlantiks durchgeführt. Am 17. Januar flog die Arc-en-Ciel weiter nach Rio de Janeiro (2290 km, zehn Stunden, ~229 km/h) und dann am 21./22. Januar in zehn Stunden Flug weiter mit einer Zwischenlandung in Pelotas nach Buenos Aires.
Ihren Rückflug begann die Maschine am 10. Februar 1933 von Buenos Aires nach Rio de Janeiro (2360 km, zehn Stunden zehn Minuten, ~232 km/h) mit zwei Passagieren. Neben dem Konstrukteur Couzinet war noch der Journalist Paul Bringuier an Bord, der den gesamten Rückflug begleitete und über ihn berichtete. Schon am 11. wurde der Flug nach Natal (2290 km, zehn Stunden 35 Minuten, ~217,3 km/h) fortgesetzt und schließlich am 15. Mai 1933 von Natal (2890 km, 17 Stunden zehn Minuten, ~169 km/h) der Postflug über den Südatlantik durchgeführt, für den Mermoz’ alter Mechaniker Collenot (1902–1936 †) den erkrankten Jousse ersetzte. Dabei fiel nach 12,5 Stunden der linke Motor 700 km vor der afrikanischen Küste aus, und die Arc-en-Ciel musste ihren Flug zweimotorig beenden. In Dakar wurde die mitgeführte Post an eine Maschine des Regeldienstes auf der Postlinie übergeben.
Mermoz setzte den Flug mit der Arc-en-Ciel und dem nur zeitweilig zur Verfügung stehenden linken Motor am 17. bis Saint-Louis (Senegal) (225 km, 55 Minuten, ~245,4 km/h), am 18. bis Kap Juby (225 km, 25 Minuten, ~245,4 km/h), am 19. bis Casablanca (965 km, vier Stunden zwölf Minuten, ~229,7 km/h), am 20. bis Toulouse (1845 km, acht Stunden 50 Minuten, ~208,7 km/h) und am 21. Mai 1933 bis Le Bourget (680 km, drei Stunden zehn Minuten, ~214,7 km/h) fort, wo sie von einer großen Zuschauerzahl empfangen wurde.

## Weitere Atlantikflüge

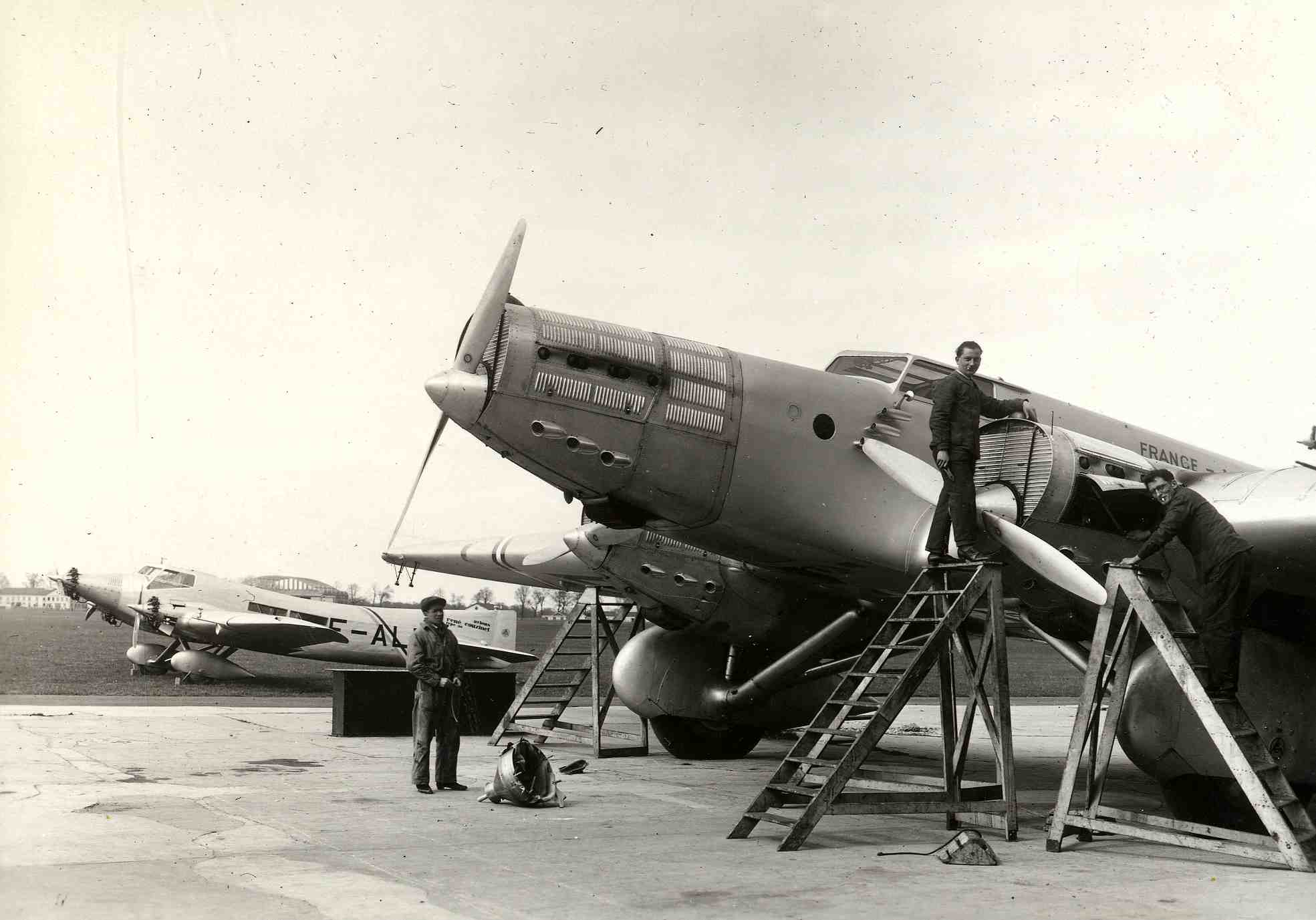
Die verlängerte Rumpfspitze der Couzinet 71

Nach diesem Hin- und Rückflug wurde die Maschine zur Couzinet 71 modifiziert. Der Rumpf wurde durch Einführung neuer Rumpfteile verlängert. Der mittlere Motor kam, durch Einsetzen eines neuen Rumpfstücks vor dem Führerstand, weiter nach vorn, weitere neue Rumpfteile setzten das Leitwerk weiter nach hinten. Im Mai 1934 gab es unter verschiedenen Testpiloten noch eine Vielzahl von kurzen Testflügen in Villacoublay. Am 11. Mai wurde die Arc-en-Ciel unter Mermoz in 3:20 Stunden nach Istres überführt, wo unter anderem ein Volllaststart der Maschine und deren Funkausstattung getestet wurde.
Am 29. Mai 1934 flog sie wieder nach Südamerika unter Mermoz mit Jean Dabry (1901–1990) als Copiloten und Navigator, Léopold Gimié (1903–1943) als Funknavigator, die beide 1930 mit Mermoz in der Latécoère 28.3 F-AJNQ Comte de la Vaulx ihren ersten Transatlantikflug durchgeführt hatten, sowie Mermoz‘ langjährigem Weggefährten Collenot als Mechaniker, der schon den Rückflug der Arc-en-Ciel im Vorjahr begleitet hatte.
Der Flug begann am 18. Mai 1934 in Istres mit einem neun Stunden-Flug nach Casablanca und einem Flug von 11,5 Stunden am Folgetag nach Saint-Louis (Senegal), wo die Post am Folgetag aufgenommen werden sollte.
Dies musste abgesagt werden, da der Zustand der Motoren nicht einwandfrei geklärt werden konnte. Die Maschine wurde nach Dakar verlegt, da dort eine Halle zur sorgfältigen Untersuchung zur Verfügung stand. Der Einsatz im Postdienst wurde daher um eine Woche verschoben, da ein Fehler in der Motorenkühlung festgestellt wurde. Nach der notwendigen Reparatur verlegte man die Maschine zurück nach Saint-Louis, wo am sie am 28. mit der Post nach Natal startete und ohne Probleme ihr Ziel erreichte.
Der Rückflug gelang erst am 31. Juli nach zwei Fehlversuchen. Am 3. Juni 1934 versuchte dieselbe Besatzung die Maschine, beladen mit der Post, mit Vollgas zu starten. Sie kam aber nicht auf die notwendige Geschwindigkeit und schien im Boden zu versinken, sodass Mermoz den Start abbrach. Als die Besatzung ausstieg, sah sie zwei tiefe Furchen auf dem Platz vom Startversuch. Er war nicht mehr nutzbar und die Post musste an einen Aviso zum Transport nach Dakar abgegeben werden. Der Flug der Arc-en-Ciel wurde auf die nächste helle Mondnacht verlegt.

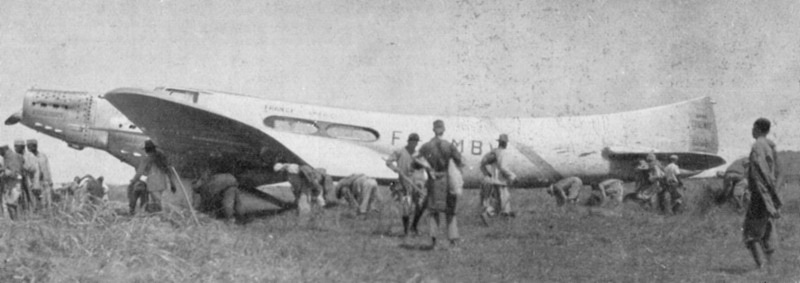
Die feststeckende Arc-en-Ciel auf Fernando de Noronha

Die Verschiebung des Rückfluges um vier Wochen erlaubte am 14. Juni eine Überprüfung des zum Notlandeplatz bestimmten Flugfeldes auf der Insel Fernando de Noronha, 400 km vor Natal. Der vorhandene Platz erschien wenig geeignet und die bergige Insel erzeugte sehr störende Winde. Beim zweiten Rückstartversuch auf der Insel geriet die Maschine in eine Sumpffläche. Da auf der Insel durch die Gefangenen und die Armut der Bewohner viele Helfer zur Verfügung standen, konnte die Maschine wieder auf festen Grund geschoben werden. Dann gelang der Maschine der Rückstart zum knapp zwei Flugstunden entfernten Natal.
Am 3. Juli 1934 kam die Maschine zwar von der verbesserten Startbahn in Natal in die Luft, musste den Flug aber wegen der Wetterbedingungen nach zwei Stunden abbrechen. Nach vierstündiger Abwesenheit landete die Arc-en-Ciel wieder in Natal, ohne vorher den noch reichlich vorhandenen Treibstoff von Bord zu geben.
In der folgenden Vollmondphase am 31. Juli flog Mermoz sie zum nur 2.600 km entfernten Porto Praia auf den Kapverdischen Inseln. Entgegen kam ihr in dieser Nacht die Latécoère 300 'Croix-du-Sud' aus Dakar mit ihrer Marinebesatzung auf ihrem zweiten Flug nach Brasilien. Der Flugplatz bei Praia erwies sich als sehr geeignet und nach Ergänzung der Vorräte von Benzin und Öl war die Arc-en-Ciel nach 6,5 Stunden wieder in der Luft auf dem Weg nach Villa Cisneros, wo die Post an eine bereitstehende Latécoère 28 abgegeben wurde.
Einen Monat später fand der dritte Postflug der Couzinet 71 nach Brasilien statt. Die Maschine startete am 2. September in Casablanca nach Villa Cisneros (6:40 h Flug). Fernand Clavère († 1935) ersetzte in der Besatzung Dabry als Navigator; wieder begleitete der Konstrukteur René Couzinet den Flug als Passagier/Copilot. Nach Übernahme der Post flog die Arc-en-Ciel weiter nach Porto Praïa (1300 km, ~200 km/h) mit Jean Foã (1902–1946), dem Direktor für die Entwicklung des Streckennetzes der Air France, als zusätzlichem Passagier. Dessen 120 kg veranlassten Couzinet auf die Atlantikquerung am 3. September zu verzichten, die i13,5 Stunden dauerte. Auf dem Flug konnte die erneut entgegenkommende Latécoère 300 'Croix-du-Sud'  entdeckt werden. Der Rückflug gelang am 25./26. September mit Henri Guillaumet (1902–1940) als zusätzlichem Copiloten. In 13:10 h wurde Praïa erreicht, wo bei der Durchsicht ein Leck in einem Kühler entdeckt wurde, dessen Beseitigung den Weiterflug nach Port Etienne nur unbedeutend verzögerte.
Der vierte und letzte Flug der Couzinet 71 'Arc-en-Ciel'  nach Südamerika begann am 1. Oktober 1934 in Port Etienne. Den Probeflug am Vortag hatte erstmals Guillaumet durchgeführt. Wieder führte die erste Etappe in 6,5 Stunden nach Porto Praïa, wo man über Nacht blieb. Als die Motoren schon zum Start liefen, entdeckte Collenot ein Geräusch und ein Glühen im Auspuff des rechten Motors. Als Ursache wurde ein beschädigtes Ventil entdeckt, dessen Austausch im Tropenregen den Flug nach Natal (13:35h) um einen Tag verzögerte.
Am 23./24. Oktober 1934 flog die Maschine zum vierten Mal nach Afrika zurück. Oberstleutnant René Davet, einer der Adjutanten des Luftfahrtministers, nahm als Passagier teil.
Ab November 1934 führte das ebenfalls für den Dienst nach Südamerika entwickelte viermotorige Flugboot Blériot 5190 seine ersten Flüge nach Südamerika aus. Insgesamt konnten die Franzosen im Jahr 1934 acht Flüge nach Südamerika und zurück durchführen, je drei die Couzinet 71 ‚Arc-en-Ciel‘ und die Latécoère 300 ‚Croix-du-Sud‘ sowie zwei die Blériot 5190 ‚Santos-Dumont‘. Der seit 1933 als Mitbewerber auftretenden Deutschen Lufthansa gelangen 1934 23 Hin- und Rückflüge mit ihren Dornier Wal-Flugbooten, die von Katapultschiffen (Westfalen und Schwabenland) gestartet wurden. Dazu kamen noch zwölf Südamerikafahrten des Luftschiffes LZ 127 Graf Zeppelin, vor dessen erster Südamerika-Fahrt 1930 die Franzosen den ersten Postflug mit der Latécoère 28.3 'Comte de la Vaulx'  durchgeführt hatten, der ein Einzelflug blieb und dem 1933 dann der erste Flug der Arc-en-Ciel gefolgt war.

## Weiteres Schicksal
Mit der Überholung der Maschine nach den Postflügen des Jahres 1934 wurden weitere Modifikationen der Maschine verbunden. Die Zahl der Bedenkenträger gegen die Maschine in Holzbauweise nahm zu (Feuergefahr, Anfälligkeit gegen den tropischen Regen), da die Air France die neu entwickelten viermotorigen Flugboote für den Südamerika-Dienst bevorzugte. Auch stand mit der Farman 220 ab 1935 ein weiteres Landflugzeug zur Verfügung, das sich schließlich als Träger des französischen Postverkehrs nach Südamerika durchsetzte.
1937 wurde die Couzinet 71 Arc-en-Ciel ausgesondert und abgewrackt, ohne nochmals einen längeren Flug gemacht zu haben. Dieses Schicksal erlitten nach 1936 auch weitgehend die sie ersetzenden Flugboote.

## Technische Daten

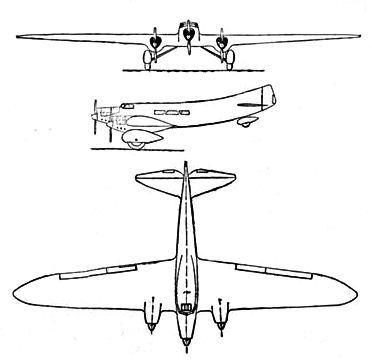
Dreiseitenansicht Couzinet 70

| Kenngröße             | Couzinet 10       | Couzinet 27             | Couzinet 70 | Couzinet 71 | Couzinet 33 | Couzinet 100 |
| --------------------- | ----------------- | ----------------------- | ----------- | ----------- | ----------- | ------------ |
| Besatzung             | 4                 | 4                       | 4           | 4           | 4           | 3            |
| Länge                 | 15,47 m           | 15,68 m                 | 16,15 m     | 20,18 m     | 11,73 m     | 9,72 m       |
| Spannweite            | 27,00 m           | 27,00 m                 | 30,00 m     | 30,00 m     | 16,16 m     | 13,50 m      |
| Höhe                  | 3,90 m            | 3,90 m                  | 4,00 m      | 4,50 m      | 2,75 m      | 2,40 m       |
| Flügelfläche          | 92,75 m²          | 92,75 m²                | 98,45 m²    | 98,45 m²    | 34,45 m²    | 19,93 m²     |
| Flügelstreckung       | 7,9               | 7,9                     | 9,1         | 9,1         | 7,6         | 9,1          |
| Leermasse             | 4.200 kg          | 4.900 kg                | 7.480 kg    | 7.364 kg    | 1.600 kg    | 862 kg       |
| Startmasse            | 9.300 kg          | 10.230 kg               | 16.610 kg   | 14.416 kg   | 3.500 kg    | 1.400 kg     |
| Reisegeschwindigkeit  |                   |                         | 236 km/h    |             | 220 km/h    |              |
| Höchstgeschwindigkeit | 230 km/h          | 240 km/h                | 280 km/h    |             | 260 km/h    | 205 km/h     |
| Dienstgipfelhöhe      | 6200 m            | 6800 m                  |             |             | 5500 m      | 4500 m       |
| Reichweite            | 3000 km           | 6000 km                 | 6000 km     |             | 4500 km     | 1700 km      |
| drei Triebwerke       | Hispano-Suiza 8Ac | ein HS 12Nb zwei HS 8Ac | HS 12Nb     | HS 12Nb     | Gipsy III   | Salmson 9Adb |
| Leistung              | 3 × 180 PS        | 1 × 600 PS 2 × 180 PS   | 3 × 650 PS  | 3 × 650 PS  | 3 × 120 PS  | 3 × 45 PS    |

## Ähnliche Maschinen

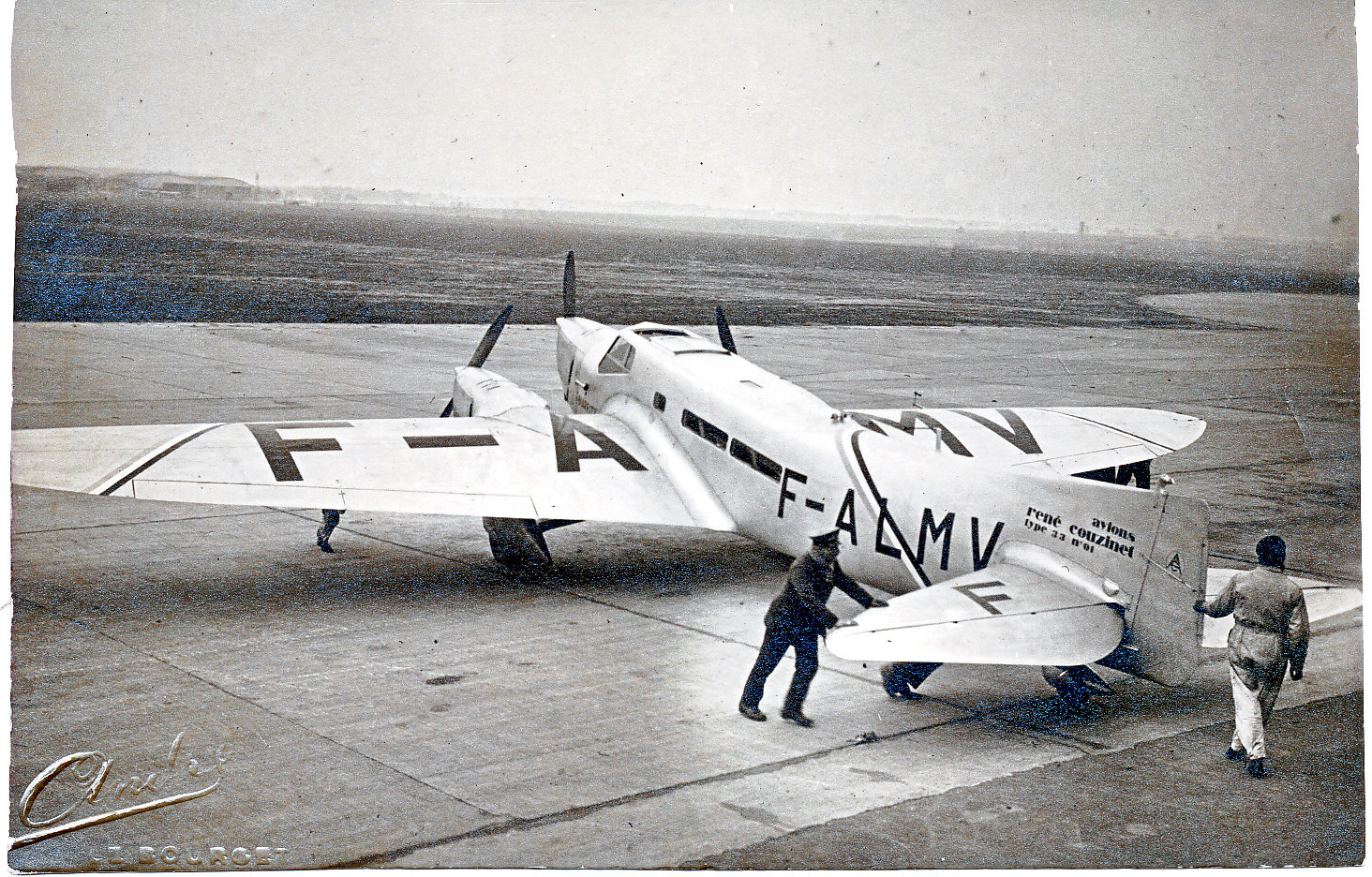
Die Couzinet 33 ‚Biarritz‘

Am 21. Oktober 1930 erfolgte der Erstflug der ebenfalls überwiegend aus Holz gebauten, dreimotorigen Couzinet 30, einem viersitzigen Reiseflugzeug mit einer Spannweite von 16,16 m bei einer Länge von 11,41 m. Angetrieben wurde die Maschine von 40 PS leistenden Salmson 9Ad-Sternmotoren. Aus ihr entwickelt wurde das Postflugzeug Couzinet 33 ‚Biarritz‘, dessen Erstflug am 25. November 1931 erfolgte. Sie flog vom 6. März bis 5. April 1932 als erstes Flugzeug von Frankreich bis nach Neukaledonien. Abweichend wurde die Biarritz von drei 120-PS-de Havilland ‚Gipsy‘ III-Reihenmotoren angetrieben.
Im Februar 1931 war der Erstflug des einzigen Postflugzeuges Couzinet 21 mit drei 85-PS-Walter-‚Vega‘-I-Sternmotoren, dessen Spannweite auch 16,16 m betrug. Das ähnliche Reiseflugzeug Couzinet 22 flog erstmals im Dezember 1932 mit 95 PS-Salmson 7Ac-Sternmotoren und wurde auch nur in einem Exemplar gebaut.
Am 4. Juni 1932 war der Erstflug des nach den gleichen Prinzipien gebauten, dreimotorigen Postflugzeuges Couzinet 40 mit einer Spannweite von 28,00 m bei einer Länge von 16,10 m. Angetrieben wurde die Maschine von 350 PS leistenden Gnome & Rhône 7Kd-Sternmotoren.
Das einzige Couzinet-100-Reiseflugzeug startete zu seinem Erstflug im Juni 1933. Auch überwiegend aus Holz gebaut, hatte die Maschine eine Spannweite von 13,50 m bei einer Länge von 9,72 m. Angetrieben wurde die Maschine von 45 PS leistenden Salmson 9Adb-Sternmotoren. Zwei weitere Mini-Arc-en-Ciel entstanden 1933 als Couzinet 103 mit einer Länge von 10,05 m und 80 PS leistenden Salmson 9Adr-Sternmotoren und 1934 als Couzinet 101 mit der gleichen Länge und 75 PS leistenden Pobjoy-R-Sternmotoren.
Am 3. Oktober 1933 flog mit dem Schulflugzeug Couzinet 80 auch ein zweimotoriges Modell mit 135 PS leistenden Salmson 9Nc-Sternmotoren und einer Länge von 11,25 m, die durch den Umbau der Couzinet 30 (Bj. 1930) entstanden war.